# Grand Prix automobile d'Espagne 1979
Résultats du Grand Prix d'Espagne 1979, couru sur le circuit de Jarama le 29 avril 1979.

## Classement
| Pos  | N° | Pilote                 | Écurie             | Tours | Temps/Abandon      | Grille | Points |
| ---- | -- | ---------------------- | ------------------ | ----- | ------------------ | ------ | ------ |
| 1    | 25 | Patrick Depailler      | Ligier-Ford        | 75    | 1 h 39 min 11 s 84 | 2      | 9      |
| 2    | 2  | Carlos Reutemann       | Lotus-Ford         | 75    | +20 s 94           | 8      | 6      |
| 3    | 1  | Mario Andretti         | Lotus-Ford         | 75    | +27 s 31           | 4      | 4      |
| 4    | 11 | Jody Scheckter         | Ferrari            | 75    | +28 s 68           | 5      | 3      |
| 5    | 4  | Jean-Pierre Jarier     | Tyrrell-Ford       | 75    | +30 s 39           | 12     | 2      |
| 6    | 3  | Didier Pironi          | Tyrrell-Ford       | 75    | +48 s 43           | 10     | 1      |
| 7    | 12 | Gilles Villeneuve      | Ferrari            | 75    | +52 s 31           | 3      |        |
| 8    | 30 | Jochen Mass            | Arrows-Ford        | 75    | +1 min 14 s 84     | 17     |        |
| 9    | 16 | René Arnoux            | Renault            | 74    | +1 tour            | 11     |        |
| 10   | 29 | Riccardo Patrese       | Arrows-Ford        | 74    | +1 tour            | 16     |        |
| 11   | 14 | Emerson Fittipaldi     | Fittipaldi-Ford    | 74    | +1 tour            | 19     |        |
| 12   | 17 | Jan Lammers            | Shadow-Ford        | 73    | +2 tours           | 24     |        |
| 13   | 8  | Patrick Tambay         | McLaren-Ford       | 72    | +3 tours           | 20     |        |
| 14   | 9  | Hans-Joachim Stuck     | ATS-Ford           | 69    | +6 tours           | 21     |        |
| Abd. | 5  | Niki Lauda             | Brabham-Alfa Romeo | 63    | Fuite d'eau        | 6      |        |
| Abd. | 31 | Héctor Rebaque         | Lotus-Ford         | 58    | Moteur             | 23     |        |
| Abd. | 27 | Alan Jones             | Williams-Ford      | 54    | Boîte de vitesses  | 13     |        |
| Abd. | 18 | Elio De Angelis        | Shadow-Ford        | 52    | Moteur             | 22     |        |
| Abd. | 28 | Clay Regazzoni         | Williams-Ford      | 32    | Moteur             | 14     |        |
| Abd. | 20 | James Hunt             | Wolf-Ford          | 26    | Freins             | 15     |        |
| Abd. | 15 | Jean-Pierre Jabouille  | Renault            | 21    | Turbo              | 9      |        |
| Abd. | 7  | John Watson            | McLaren-Ford       | 21    | Moteur             | 18     |        |
| Abd. | 26 | Jacques Laffite        | Ligier-Ford        | 15    | Moteur             | 1      |        |
| Abd. | 6  | Nelson Piquet          | Brabham-Alfa Romeo | 15    | Injection          | 7      |        |
| Nq.  | 22 | Derek Daly             | Ensign-Ford        |       | Non qualifié       |        |        |
| Nq.  | 24 | Arturo Merzario        | Merzario-Ford      |       | Non qualifié       |        |        |
| Nq.  | 36 | Gianfranco Brancatelli | Kauhsen-Ford       |       | Non qualifié       |        |        |

Légende :
- Abd.=Abandon

## Pole position et record du tour
- Pole position : Jacques Laffite : 1 min 14 s 50 (vitesse moyenne : 164,489 km/h).
- Tour le plus rapide : Gilles Villeneuve : 1 min 16 s 44 au 72e tour (vitesse moyenne : 160,314 km/h).

## Tours en tête
- Patrick Depailler : 75 (1-75)

## À noter
- 2e victoire pour Patrick Depailler.
- 4e victoire pour Ligier en tant que constructeur.
- 120e victoire pour Ford Cosworth en tant que motoriste.